# Marcel Lévesque

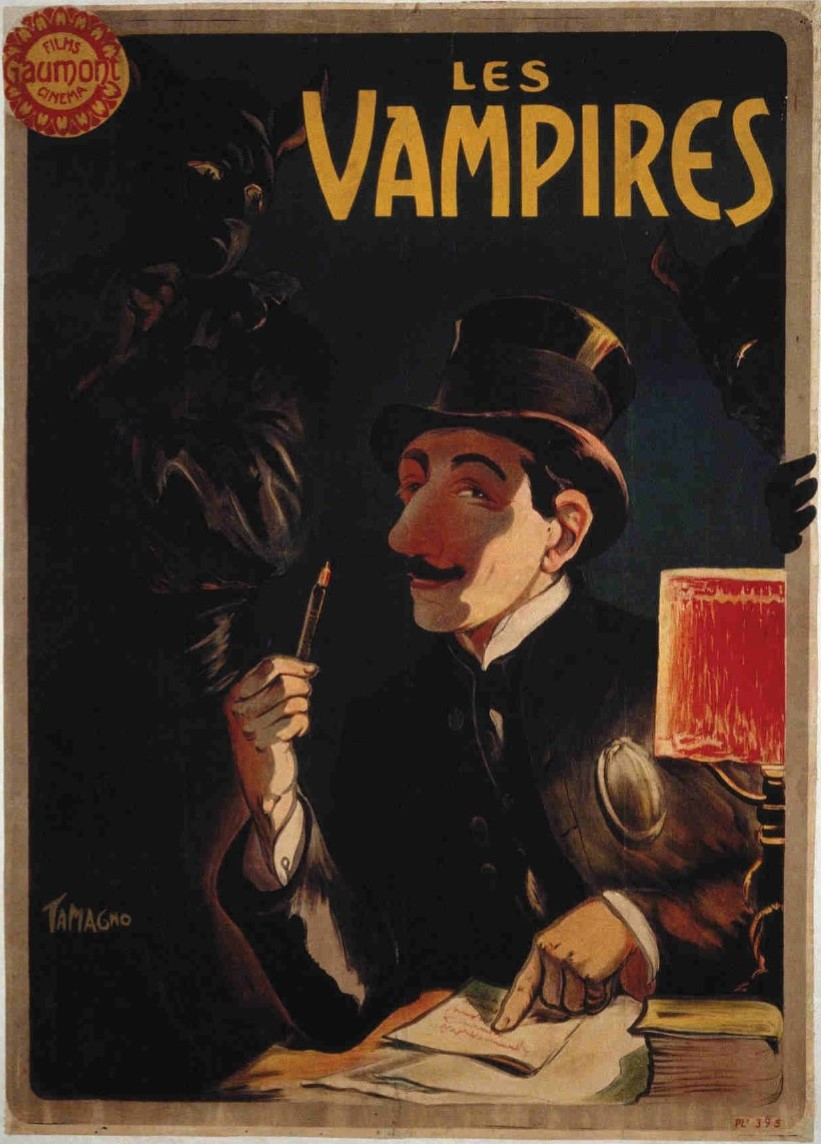
Cartel de Tamagno para promocionar el serial Les Vampires, con Lévesque en el papel de Mazamette.

Joseph Marcel Lévesque (18e París, Francia; 6 de diciembre de 1877-14e París, Francia; 16 de febrero de 1962) fue un actor y guionista francés de la época del cine mudo.

## Biografía
Su carrera abarca más de cuarenta años desde la era del cine mudo, participando en películas como Léonce et Poupette de Léonce Perret (1913) o el serial Serpentin de Jean Durand, retomando este último papel por última vez en 1922 en la obra de Alfred Machin; llegando hasta Assassins et Voleurs de Sacha Guitry (1957), junto a Jean Poiret y Michel Serrault. Marcel Lévesque es conocido, sobre todo, por ser el intérprete de Louis Feuillade para Les Vampires (1915 y 1916) y Judex (1916, en el papel de Cocantin), así como de Jean Renoir, el inolvidable conserje en Le Crime de monsieur Lange (1935).
Miembro de la Mutual Aid Association de dramaturgos desde 1903, Marcel Lévesque se convirtió en 1926 en presidente de la comisión de la residencia de ancianos de Couilly-Pont-aux-Dames.

## Filmografía selecta
- Les Vampires (1915 y 1916)
- Judex (1916)
- La dama de Chez Maxim's (1923)
- Occupati d'Amelia (1925)
- Florette e Patapon (1927)
- Le Crime de monsieur Lange (1936)
- Faisons un rêve (1936)
- La Nuit fantastique (1942)
- Les Caves du Majestic (1945)

## Distinciones
- Caballero de la Legión de Honor dependiente del Ministerio de Trabajo y Seguridad Social (decreto del 27 de septiembre de 1946). Patrocinador: Pierre Aldebert, director del Teatro Nacional de Chaillot.[3]